# 춘자 (가수)
춘자(春子, 본명: 홍수연, 1976년 4월 5일 ~ )는 대한민국의 가수, 배우, DJ이다.

## 학력
- 산본중학교
- 군포고등학교
- 장안대학 엔터테인먼트학과 졸업

## 경력
- 대학을 졸업하고, 2001년 '뉴리안'이라는 예명을 달고 가수활동을 시작하였으며 이후 2004년에 '춘자'로 예명을 바꾸었다.
- 그리고 1집 앨범 《가슴이 예뻐야 여자다》를 발매했고 활동을 시작하였다.
- 2004년 Mnet 뮤직비디오 페스티벌 최우수 여자인기상을 받았고, 그 후 TV 드라마 및 영화 출연을 하는 등 활동에 들어갔다.
- 2008년에는 제16회 대한민국 문화연예대상 가요부문 신세대가수상을 받았다.

## 음악 활동

### 음반
- 정규 1집 《가슴이 예쁜 여자》(2004년 10월 27일)
- 정규 2집 《Hip!》 (2005년 8월 2일)
- 정규 3집 《사랑이 뭐길래》 (2007년 8월 16일)
- 정규 3.5집 《Lucia Chunja]》 (2008년 5월 14일)
- 싱글 《춘자의 Tonight》 (2012년 9월 7일)

### 작사/작곡
- 성은 《오빠꺼》 (2018년 1월 5일) - 성은과 공동 작사/작곡

## 가수 외 활동

### 예능
- 2005년, 2008년 KBS 1TV 《가족오락관》
- 2008년 7월 20일 MBC TV 《환상의 짝꿍》 58회 게스트
- 2013년 MBC TV 《코미디에 빠지다》
- 2015년 MBC TV 《미스터리 음악쇼 복면가왕》 - 흐린 가을 하늘에 편지를 써
- 2015년 O tvN 《오! 탐나는 인생》
- 2018년 MBC TV 《비디오스타》

## 수상
- 2004년 Mnet 뮤직비디오 페스티벌 최우수 여자신인상
- 2008년 제16회 대한민국 문화연예대상 가요부문 신세대가수상